# Flávio Jordão
Flávio de Oliveira Jordão (São Paulo, 13 de novembro de 1970), conhecido como Flávio Jordão, é um atleta brasileiro com destaque no wingsuit.
A trajetória na modalidade teve início em 2003. Ele é reconhecido por sua significativa contribuição para o desenvolvimento do wingsuit no Brasil, abordando aspectos demonstrativos, participativos e competitivos do esporte.
É cofundador da Fly Brothers, um clube de wingsuit que ele estabeleceu junto a outros quatro atletas. Atualmente, a organização conta com dezoito atletas em sua equipe e atua na formação de novos praticantes por todo o Brasil.
Considerado o maior recordista brasileiro de wingsuit e o atleta com o maior número de títulos na modalidade no país,  ganhou notoriedade nacional por realizar pousos em locais de grande visibilidade. Entre esses feitos, destaca-se o pouso na Avenida Paulista, em São Paulo, durante as comemorações de aniversário da cidade em 2019, além de outras demonstrações em pontos turísticos pelo território nacional.

## Títulos e recordes
- 2013 – campeão brasileiro de wakesurf,[nota 1] torneio realizado nos dias 18 e 19 de maio na Represa de Guarapiranga (SP).[2]
- 2017 – recorde sul-americano de formação em wingsuit (16 atletas), estabelecido no dia 16 de dezembro em Piracicaba (SP).[3][4]
- 2018 - recorde brasileiro de formação noturna em wingsuit (6 atletas), estabelecido no dia 27 de outubro em Boituva (SP).[5]
- 2018 – campeão brasileiro de wingsuit, torneio realizado nos dias 14, 15 e 16 de dezembro em Ubatuba (SP).[6]
- 2018 – recorde brasileiro de formação em wingsuit (17 atletas), estabelecido no dia 15 de dezembro em Ubatuba (SP).[3][7]
- 2020 – maior tempo e distância de voo em queda livre (4 minutos e 55 segundos, percorrendo 12.656 metros), estabelecido no dia 14 de agosto em salto realizado sobre o Parque Nacional dos Lençóis Maranhenses (MA),[8] durante o 5o Boogie Lençóis Maranhenses.[9]
- 2021 – desafio da travessia da Pedra Furada, localizada no Parque Nacional de São Joaquim (SC), junto com Gabriel Lott, realizado no dia 30 de maio.[10][11]
- 2021 – recorde sul-americano de formação em wingsuit (20 atletas), estabelecido no dia 17 de setembro em Boituva (SP).[3][12]
- 2021 – campeão brasileiro de wingsuit, torneio realizado em Boituva (SP).[11]

## Viagens pelo Mundo

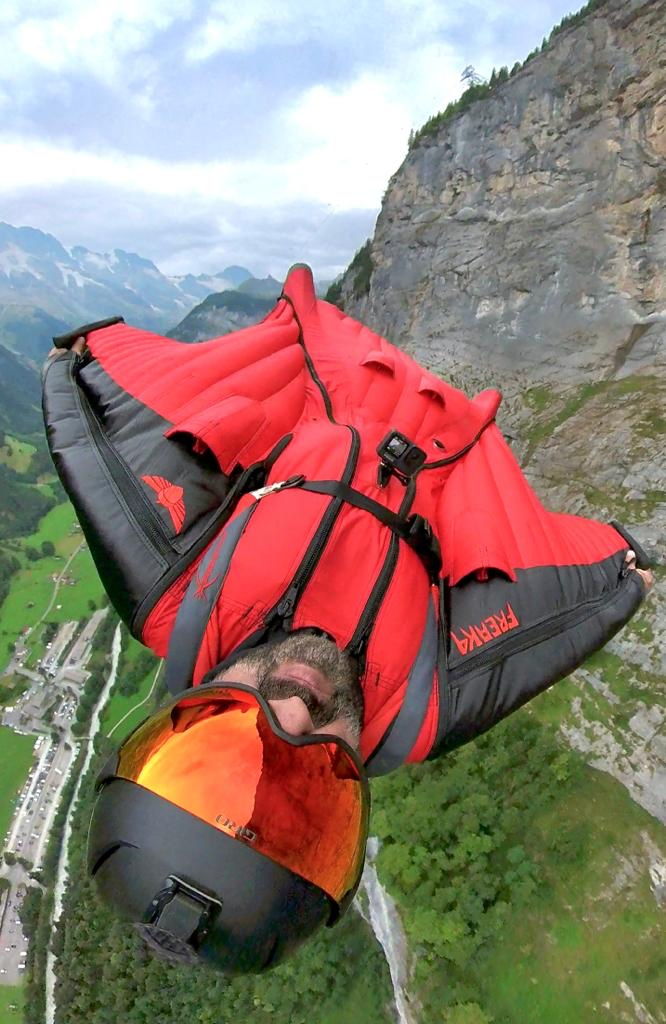
Suica (2022) Flavio Jordao
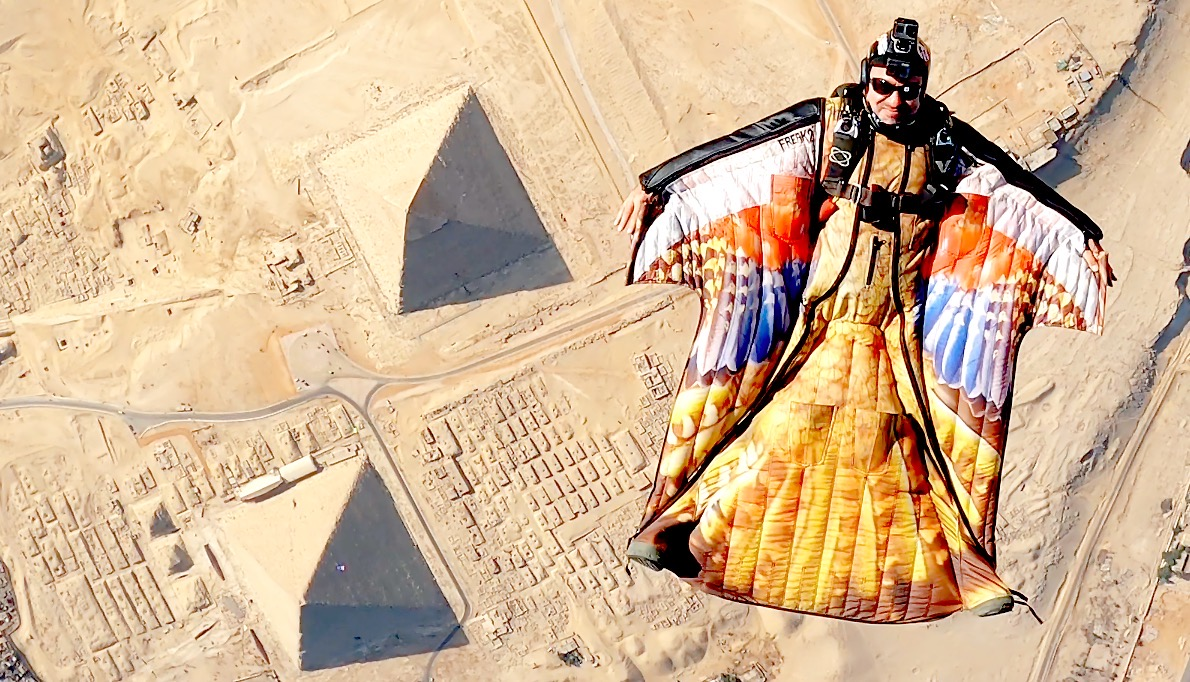
Egito (2021) Francisco Caus
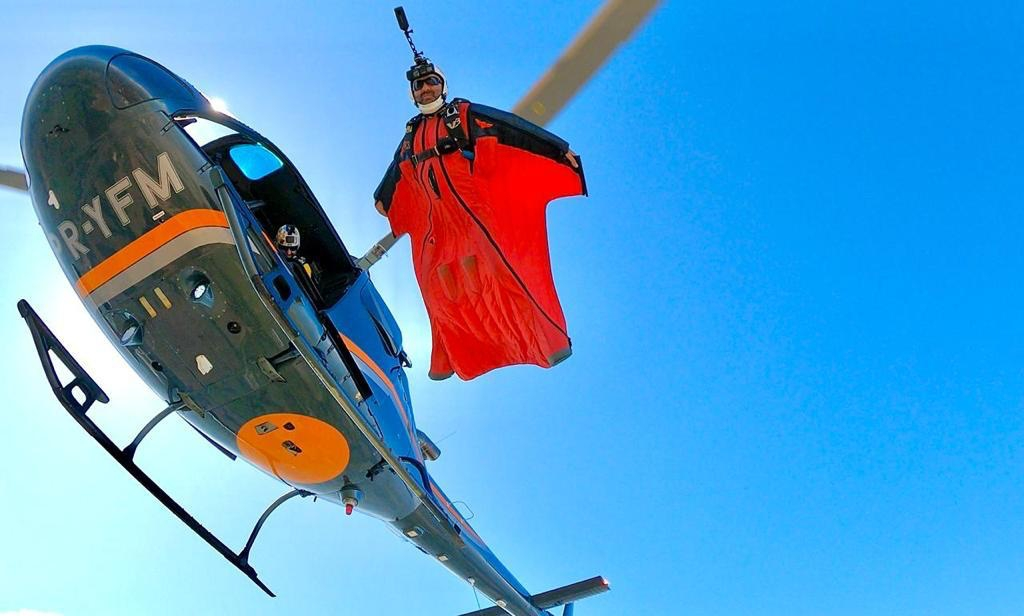
Boituva (2022) Rafael Conti
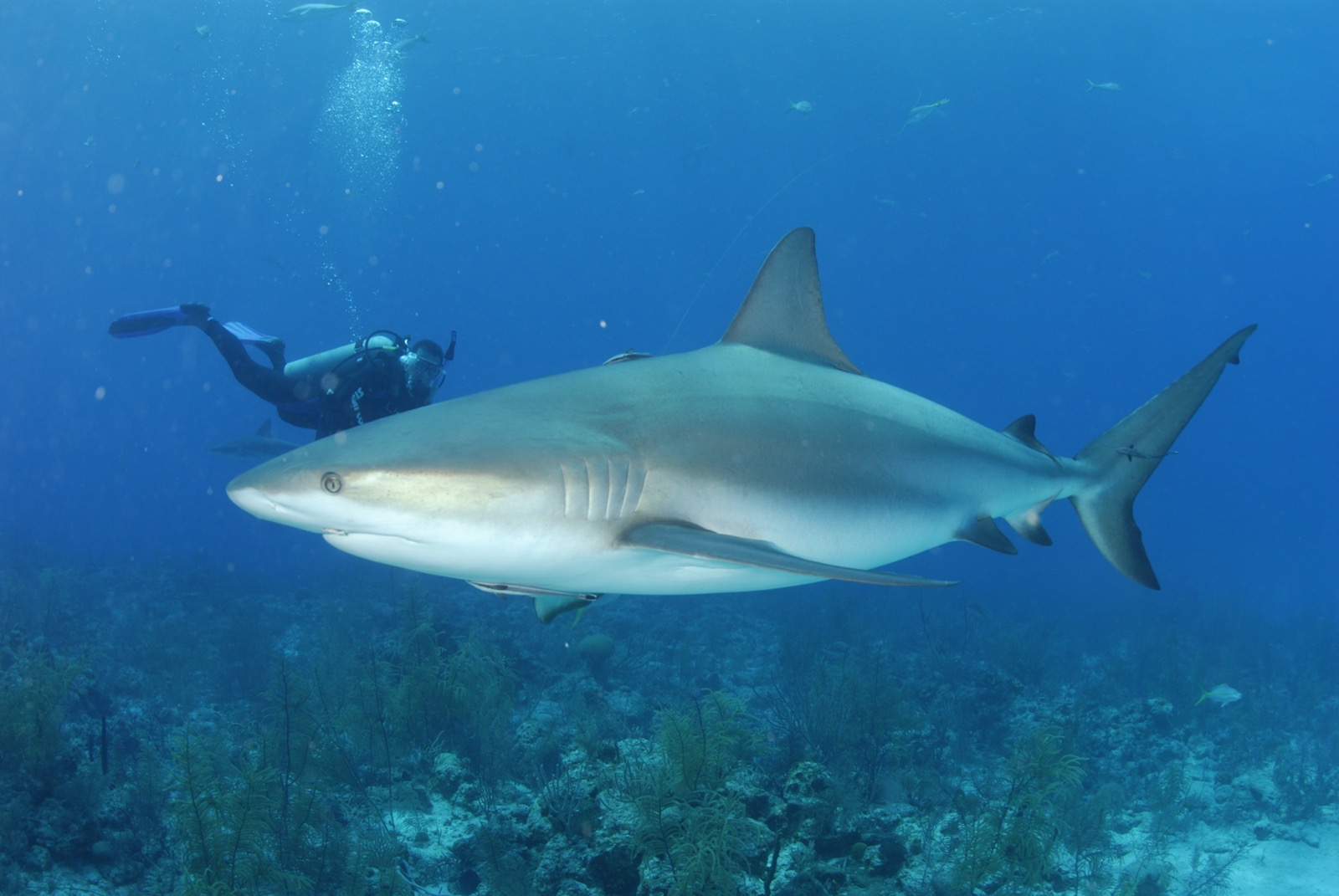
Bahamas (2007) Stuart Coves
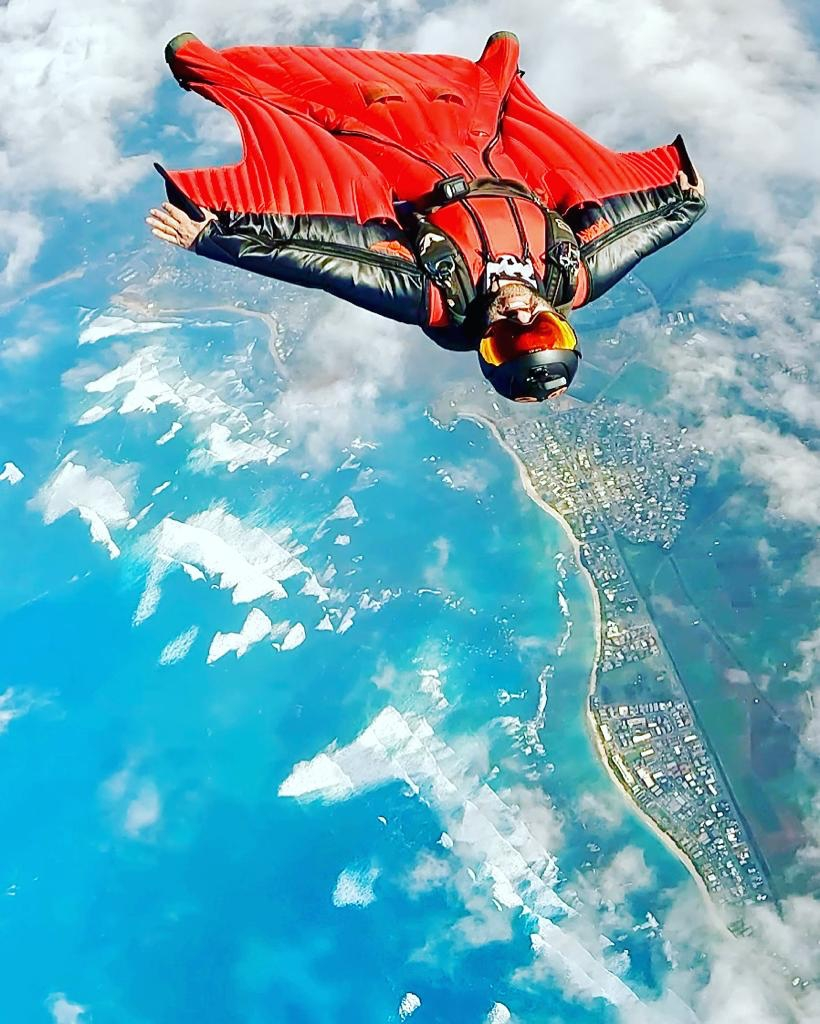
Hawaii (2023) Liz Freeman
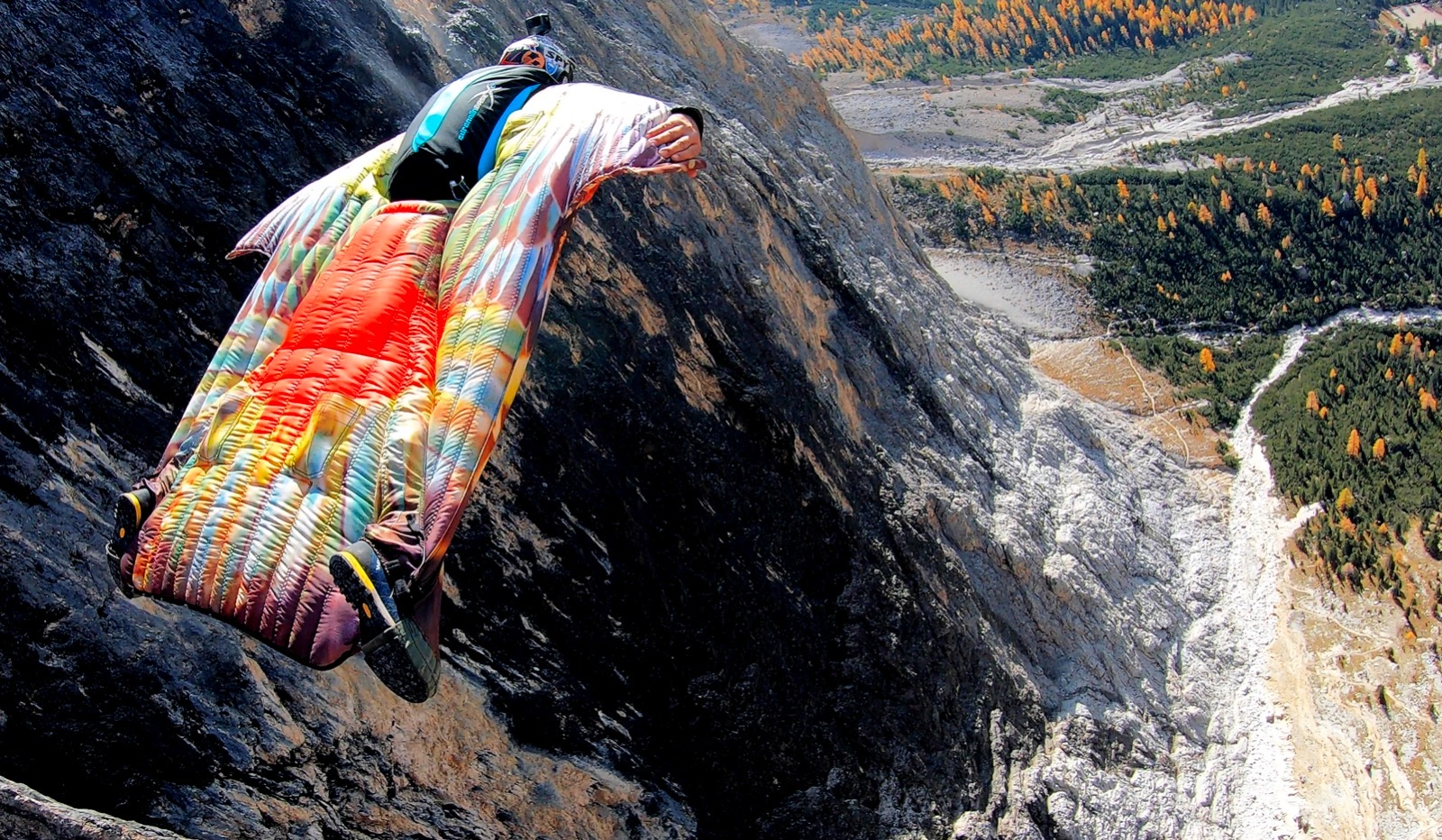
Italia (2021) James Boole1
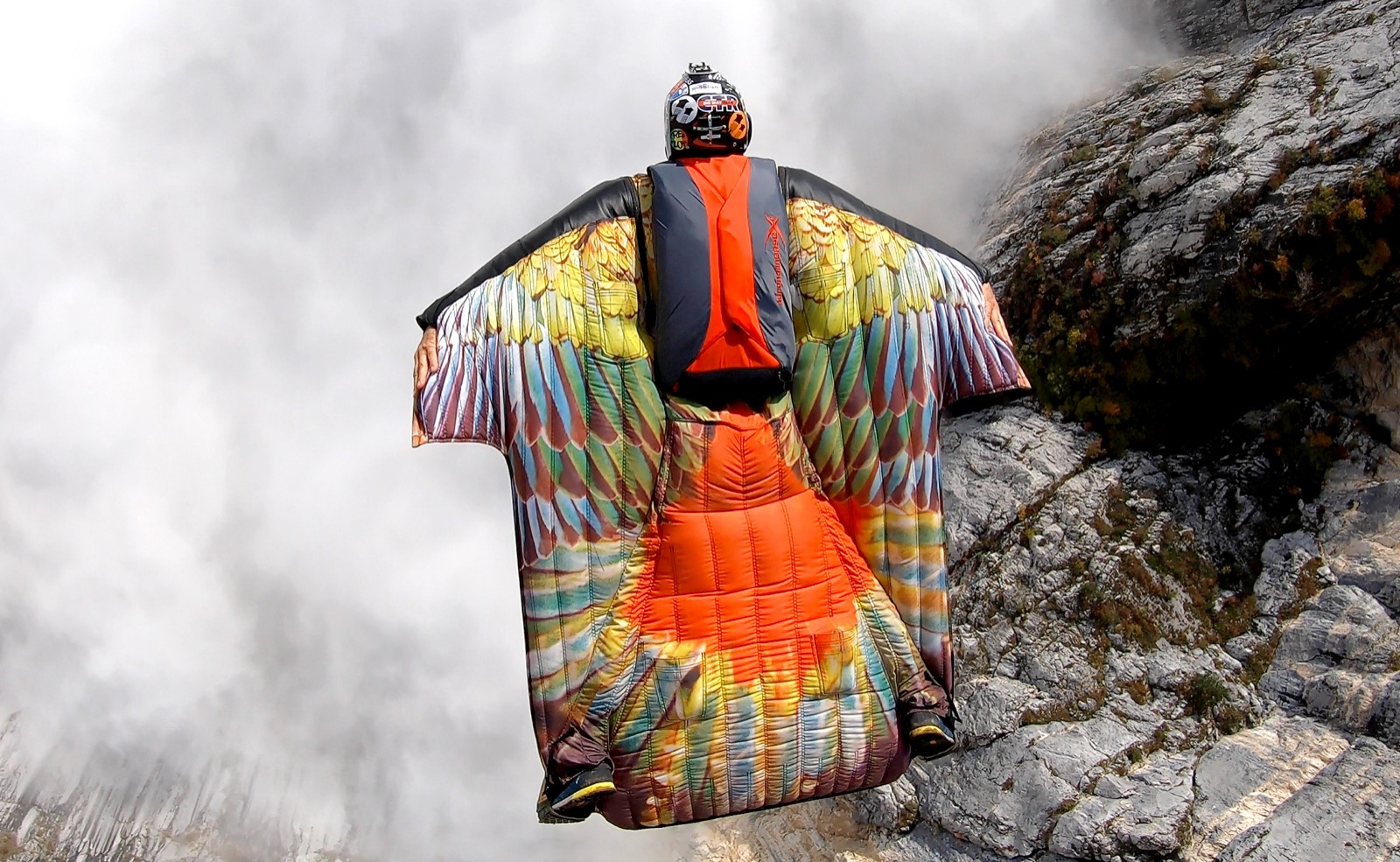
Italia (2021) James Boole2
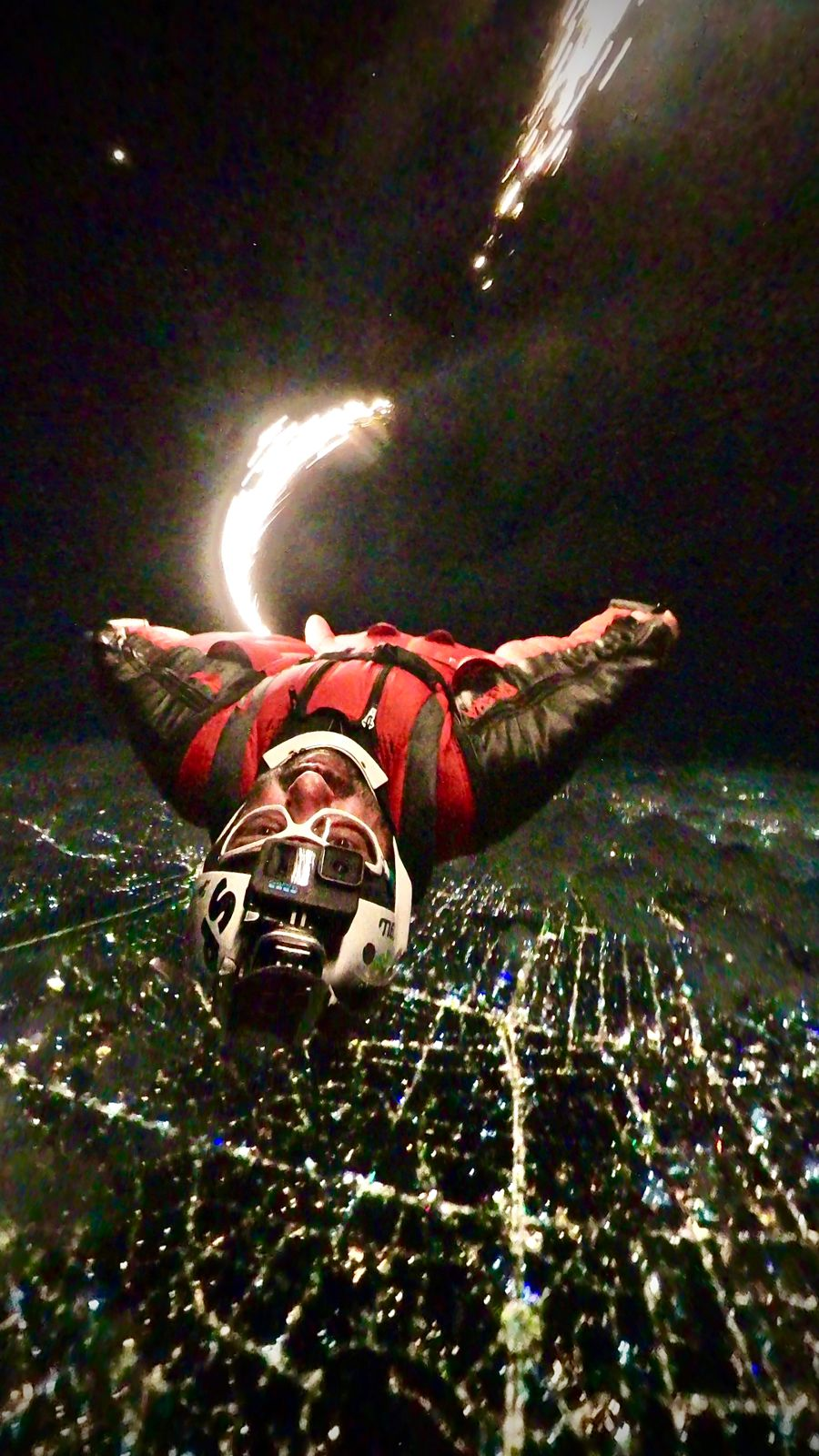
São Paulo (2023) Flávio Jordão
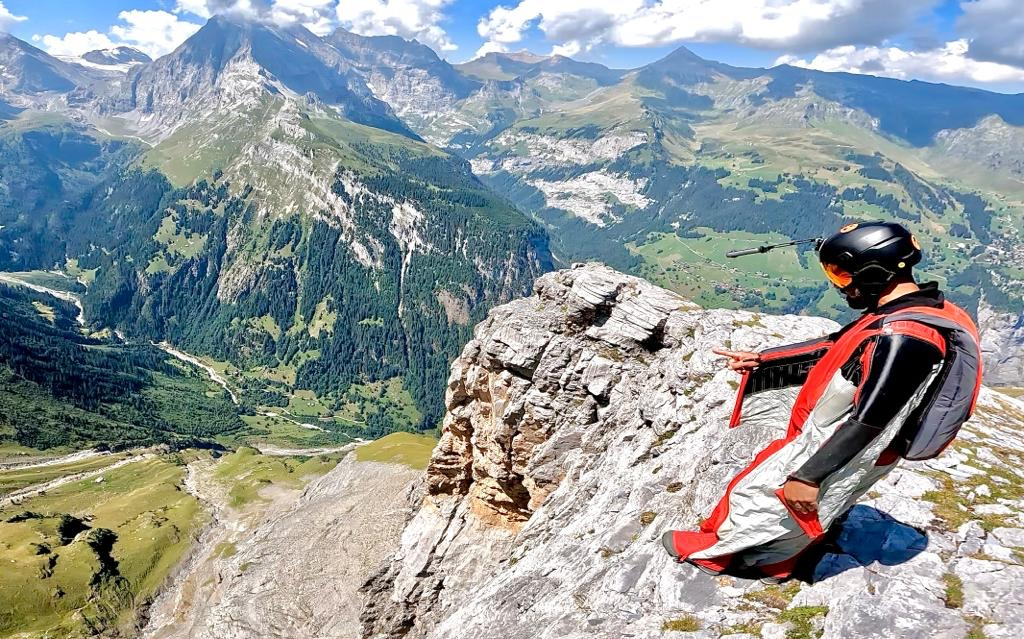
Suiça (2022) Cricket
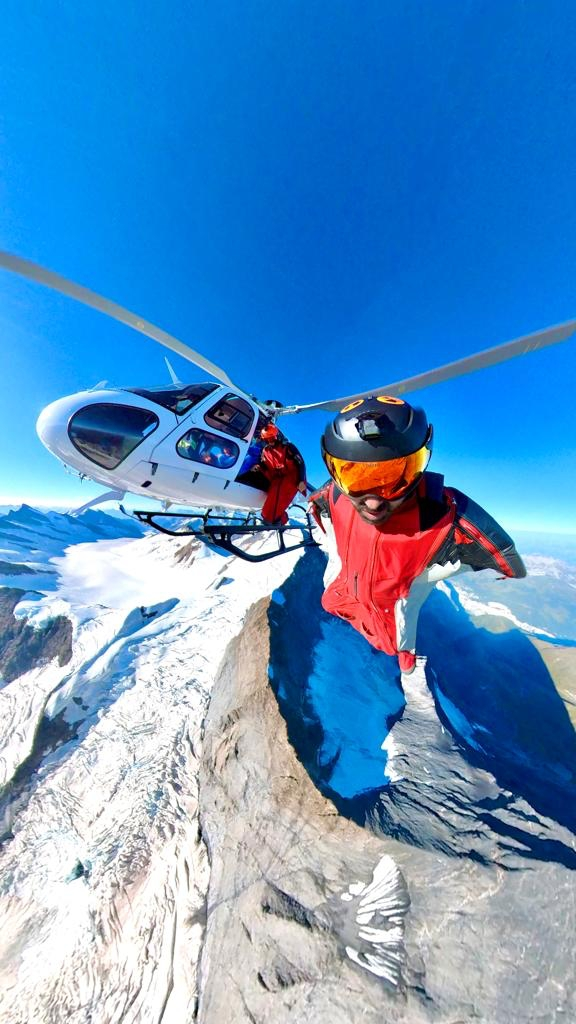
Suica (2022) Flavio Jordao
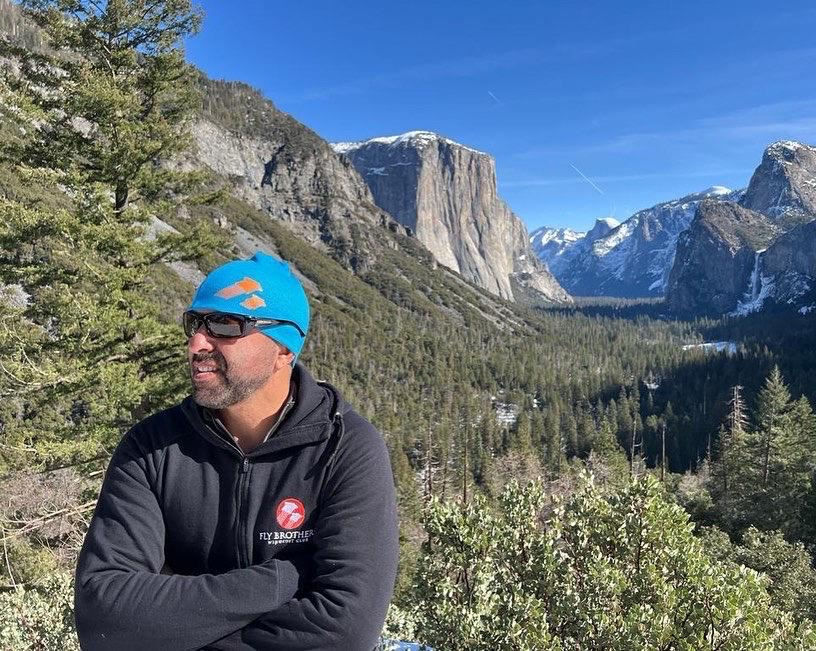
Yosemite (2023) Flávia Jordão
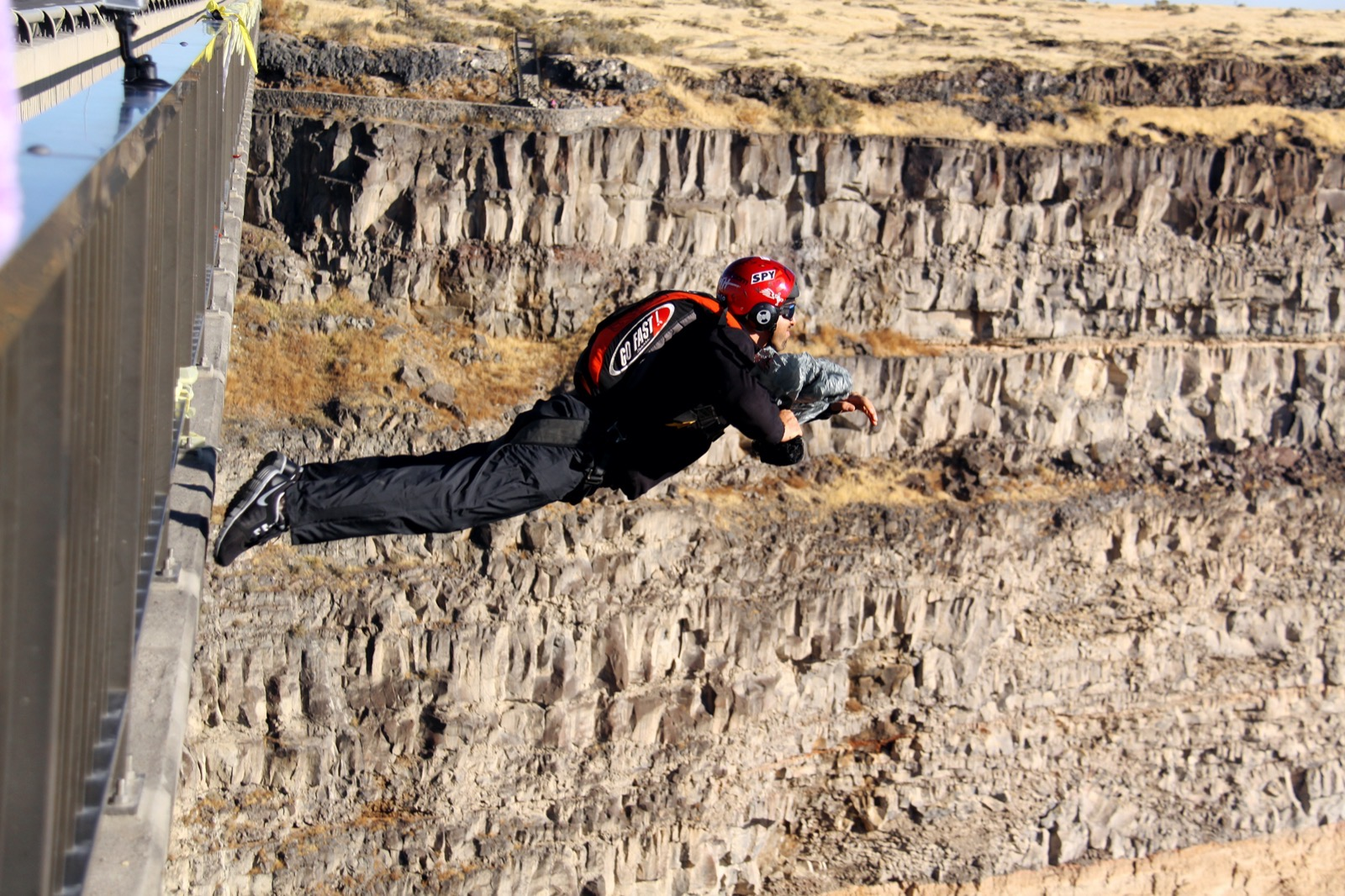
USA (2011)Marta Empinotti